# 1960年代上海

## 重大事件

### 大饑荒後和上山下鄉
從1962年後大饑荒剛過去，中共向全國發出《關於減少職工和城鎮人口的宣傳要點》和《關於熱情接待下鄉職工的宣傳要點》，被迫向民眾承認經濟方面遇到嚴重困難，但要求民眾共度時艱，尤其是讓農民承擔代價。時中共上海市委宣傳部人員走訪上海郊區的農民，了解基層對有關宣傳要點的意見。當時上海農民們對於中共以「支援農業」名義驅趕城鎮居民和職工到農村，有著極高的抵觸，認為是國家把包袱丟給農民背。更有農民感慨「農民總是弄不過國家，國家向農民要的多，給的少」，質疑為何「農副產品到了國家手裡轉轉手就成了高級品」，認為這是「國家看到農民手裡錢一多，就眼紅。」

而上海市當局根據「王柯協議」要開展對口支援新疆，於是發起「支援邊疆、建設邊疆」的運動，至文革為止，每年按計劃向新疆兵團輸送數萬青年學生（那時也叫社會青年，意指那些無業的初、高中畢業生），創造了「支邊青年」的代名詞。而繼上海後，社會青年較多的其他大中城市如武漢、杭州、溫州、天津等，也效仿發起運動，組織大批青年學生移民到兵團農場就業。

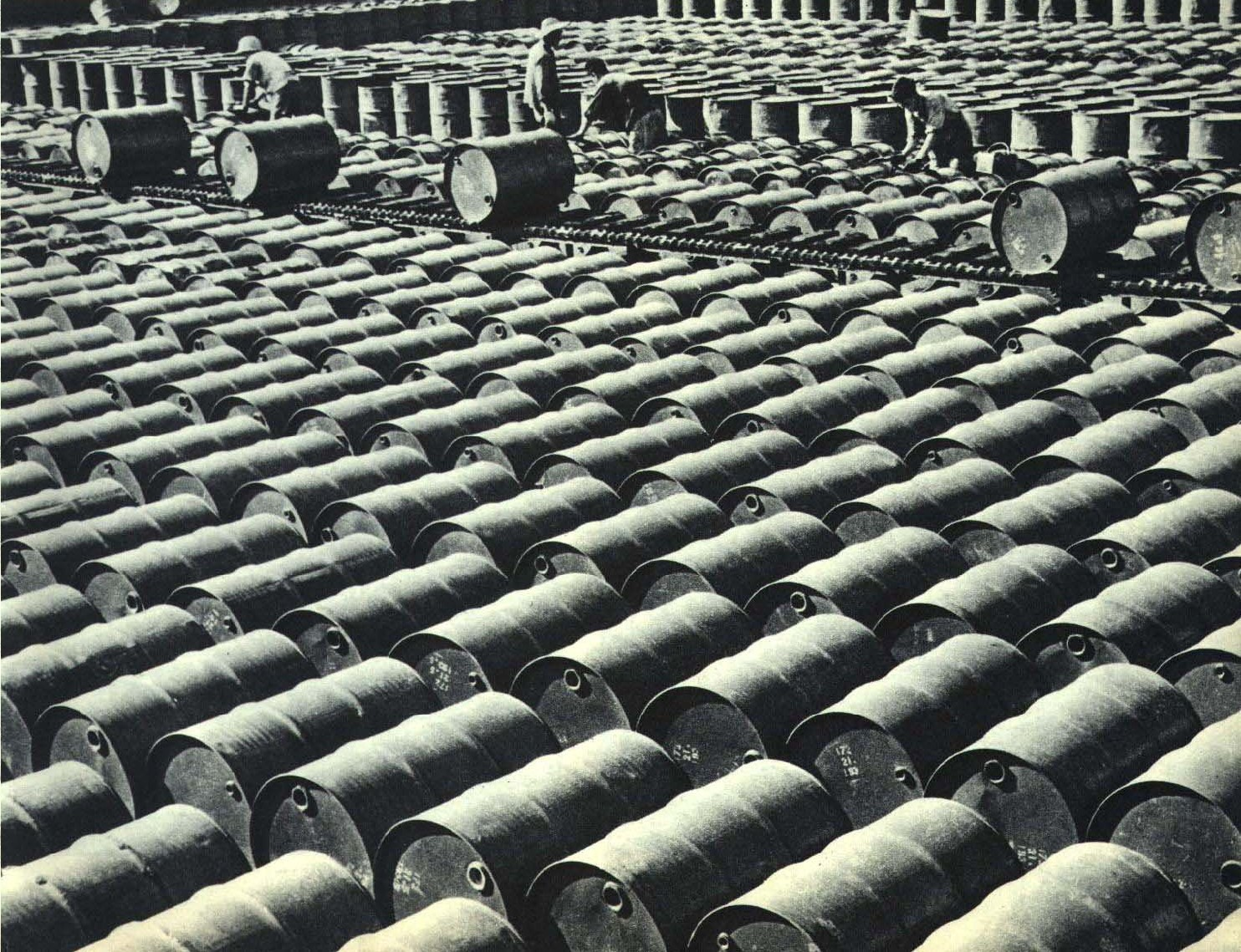
1963年的上海炼油厂

### 「顧一頭」與「一邊倒」運動
人民日報於1960年3月1日發表社論《工商業者應當下決心「顧一頭」、「一邊倒」》，各地各級黨委開始對工商業者搞「顧一頭、一邊倒」運動。3月14日，民建上海市委、市工商聯就在大光明大戲院舉行傳達動員大會，全市第一批傳達的工商業者共有1600幾人，胡厥文主持大會，盛丕華做報告。大會以神仙會形式持續20幾日，之後各區縣分別傳達。

### 上海市革命委员会成立
1967年2月23日，上海市革命委员会发出《关于将上海人民公社临时委员会改称上海市革命委员会的决定》，宣布上海市革命委员会（简称上海市革会）成立。市革委会主任张春桥，副主任姚文元、王洪文、徐景贤等。市革委会从此取代依法选举产生的中共上海市委、市人民代表大会和市人民委员会。原各委、办、处、科工作机构一律撤销，另设办公室和组。

## 其他

### 第一届“上海之春”音乐会开幕
上海之春音乐会，现名“上海之春”国际音乐节。始办于1960年5月10～18日，成为上海市极富特色的艺术节日。自创办以来，除了文革期间的十年以外，基本每年都会在仲春时节开幕。在第一届上海之春音乐会上，著名小提琴演奏家俞丽拿演奏了门德尔松作曲的《春之歌》，并且受到了音乐界的一致好评。

### 中山环路一期工程竣工
始建于1959年8月的中山环路一期工程于1960年12月30日竣工。中山环路工程即围绕当时市区的城市环路工程，日后成为上海内环线浦西部分的主体走向，南起中山南一路、西抵中山西路、北达中山北二路。90年代修建的内环线高架便在此基础上建设而成。对上海现代城市框架做了最后的定型。

### 蕃瓜弄棚户区改造
1963年，位于上海闸北的蕃瓜弄开始一期改造，标志着上海市政府长达数十年的棚户区治理开始。蕃瓜弄位于闸北天目西路上，主要是抗战前后遗留下来的大批逃难难民以及低矮潮湿的棚户房。中華人民共和國成立前，国民市政府试图进行拆迁改造，但因为诸多原因最终宣告失败。中華人民共和國成立後，人民政府通过建设新村、原拆原还等方式整治了大批围绕在城市周边的棚户区。到1990年代，棚户区基本消灭，治理工程宣告完成。

### 同济医院救活心脏停跳病人
1965年12月，上海第二军医大学附属同济医院（今长征医院）通过手术救活一个心脏停止跳动16分钟的青年工人，随即成为国内外医学界的奇迹。当时，上海时代玻璃厂青年工人钱学全，突然从自行车上摔下不省人事，被路过的民警紧急送入当时的上海二军大附属同济医院，通过一系列手术最终使患者在心跳停止十六分钟后被救活。当时，医学界普遍认为人类的心跳停止六分钟以上就无法挽救”，所以上海这例成功的“起死回生”，被当时主张自力更生的舆论称作为“冲破洋框框、创造新奇迹”。

### 沉降治理
1966年，上海市委、市政府开始进行城市沉降治理，主要通过人工回灌地下水的方法，以防止上海地面沉降，灌水量400万吨。经过5个月的人工回灌，市区地面回升，平均回升6毫米，最多的回升38毫米，控制上海地面沉降获得成功。

## 死亡人物

### 柯庆施
1965年4月9日，中共中央政治局委员、国务院副总理、中共中央华东局第一书记、南京军区第一政治委员、中共上海市委第一书记、上海市市长柯庆施因病在成都逝世。4月14日在上海文化广场举行追悼会。

### 傅雷
1966年9月3日，中國翻譯家、作家、教育家、美术评论家傅雷在位於江苏路284弄5号的寓所內與夫人朱梅馥自盡。

### 上官云珠
1968年11月23日，著名话剧演员、电影演员上官云珠在位於建國西路641号的寓所內跳樓自盡。